# Gerlinci
Gerlinci – wieś w Słowenii, w gminie Cankova. W 2018 roku liczyła 311 mieszkańców.